# Allie (catch)
 (juillet 2021).
Pour les articles homonymes, voir Cherry Bomb.
Ne doit pas être confondu avec Allie Katch.
Laura Dennis (née le 9 septembre 1985 à Toronto, Ontario) est une catcheuse (lutteuse professionnelle) canadienne. Elle travaille actuellement à la All Elite Wrestling, sous le nom de The Bunny.
Elle signe un contrat avec la Total Nonstop Action Wrestling (TNA) où elle prend Allie comme nom de ring. Dans cette fédération, elle devient championne féminine des Knockouts de la TNA.
Elle travaille principalement dans diverses fédérations du circuit indépendant nord américain notamment à la Women Superstars Uncensored (WSU), la Shine Wrestling et la Shimmer Women Athletes. Au cours de sa carrière, elle devient championne par équipe de la Shine et championne par équipe de la Shimmer avec Kimber Lee et est l'actuelle championne du monde de la WSU.

## Jeunesse
Dennis grandit à Toronto et c'est son père Ross qui lui transmet involontairement sa passion pour le catch en la forçant à regarder les émissions de catch à la télévision. Ce dernier meurt alors qu'elle n'a que 12 ans.

## Carrière de catcheuse

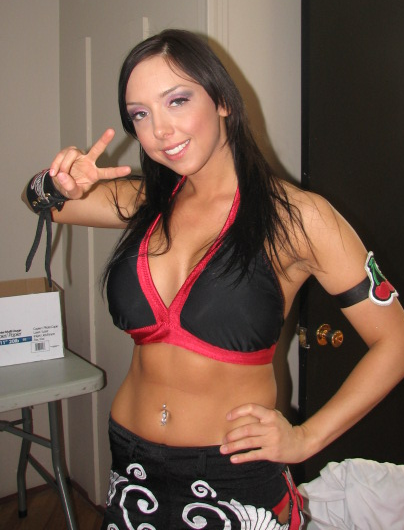
Allie (alias Cherry Bomb) en juin 2011.

### Circuit indépendant (2005-...)
Dennis commence à s'entraîner pour devenir catcheuse auprès de Rob Etcheverria. Elle utilise le nom de ring de Cherry Bomb pour son premier combat le 15 mai 2005 où elle fait équipe avec Shantelle Stevans et perdent face à Miss Danyah (en) et Tiana Ringer (en).
Le 14 avril 2007, elle devient championne WILD de la Great Canadian Wrestling (GCW) après sa victoire dans un match à quatre face à April Hunter, Haley Rogers (en) et Miss Danyah. Le 7 septembre, elle se blesse à la nuque durant un match face à Danyah.
Elle remonte sur le ring le 13 mars 2008 au cours d'un spectacle de la Canadian Wrestling Revolution (CWR) où elle perd un match à trois pour désigner la challenger pour le championnat féminin de la CWR face à LuFisto et Danyah.

### Total Nonstop Action/Global Force Wrestling/Impact Wrestling (2013-2019)
Elle apparaît pour la première fois le 5 décembre 2013 à Impact en perdant rapidement contre Gail Kim.
Deux ans plus tard le 14 février 2015, elle réapparaît à Impact en perdant une nouvelle fois contre Gail Kim. Le 24 avril lors de TNA Night of Knockout, elle bat Jade par disqualification.

#### The Lady Squad et Knockout Championship (2016-2017)
Le 23 mars 2016, il est annoncé que Dennis avait signé un contrat avec la TNA. Elle se donne le nom de ring Allie et s'allie à Sienna et Maria. Quelques semaines après avoir signé son contrat, elle perd avec Sienna contre Gail Kim et Jade.
Le 25 août 2016 durant une édition spéciale de Turning Point, elle effectue un face turn et remporte pour la première fois le Knockout Championship au cours d'un five way match en battant Jade, Marti Bell, Madison Rayne et la championne Sienna. Le 1er septembre à Impact, elle se voit contrainte à donner son titre à Maria. Quelques semaines plus tard, Allie est attaquée par Laurel Van Ness, ce qui mènera à un match entre les deux femmes. Le 27 octobre à Impact, elle perd contre Laurel Van Ness. Le 2 décembre à Impact, elle est encore une fois attaquée par Laurel Van Ness après avoir envoyé giflée Maria, ce qui mènera à un match entre Van Ness et Allie le 8 décembre à Impact où Allie dévoile son "entraîneur" Braxton Sutter juste avant de remporter son match contre Van Ness. Le 5 janvier 2017 à Impact, elle perd contre Sienna après une distraction de Van Ness. Le 12 janvier 2017, elle assiste Braxton Sutter au cours de son match victorieux contre Mike Bennett. Le 23 février 2017 à Impact, elle est forcée à jouer la porteuse d'alliances lors du mariage de Braxton Sutter (mari de Allie dans la réalité) et de Van Ness, la cérémonie se termina abruptement lorsque Sutter déclara son amour à Allie,. La semaine suivante, Maria quitta la compagnie ce qui mit fin à la rivalité entre les deux couples (Maria/Mike Bennett et Allie/Braxton Sutter).

#### Retour en solo (2017-2018)
Au cours de l'année 2017, Allie accompagna Sutter au cours de ses matchs et vice versa. Le 25 mai à Impact, Allie subit les assauts de Sienna et Laurel Van Ness avant de se faire sauver par Rosemary qui effectuait son retour à Impact, plus tard, Rosemary expliquera que c'est "la ruche" qui lui ordonna d'aller sauver Allie ce qui mena à une alliance entre les deux femmes. Le 8 juin à Impact, Allie sauva Rosemary qui se faisait attaquer par Sienna et Laurel Van Ness en les faisant fuir avec un kendo stick. Le 3 juillet 2017 lors de Slammiversary XV, Allie vient en aide à Rosemary en faisant fuir Van Ness qui tentait d'interférer au cours du match de championnat de Rosemary. Le 31 août à Impact, elle est attaquée en backstage par Taryn Terrell. Durant la seconde moitié de 2017, Sutter quitte Allie sans explications, le 1er mars 2018 à Impact, Sutter effectue un heel turn déclarant qu'il avait quitté Allie car il se lassait.

#### Second Knockout Championship (2018)
Le 8 mars 2018 à Crossroads, elle bat Laurel Van Ness et devient Impact Knockout Champion pour la deuxième fois de sa carrière. Le 22 mars à Impact, elle bat Sienna et conserve le Knockout Championship, après le match elle est attaquée par Su Yung qui effectait ses débuts à Impact. Le 5 avril à Impact, elle bat Su Yung par disqualification. Le 6 avril lors de Impact vs Lucha Undergroung, elle conserve son titre en battant Taya Valkyrie. Le 12 avril lors de Bar Wrestling 11, elle perd contre Kris Wolf (en). Le 19 avril à Impact, elle attaque Su Yung après son match par équipe avec Braxton Sutter mais ce dernier défendra Su Yung, elles continuront leur bagarre sur la rampe d'accès avant d'être séparées par les arbitres. Le 22 avril à Redemption 2018, elle conserve son titre en battant Su Yung. Le 26 avril à Impact, elle conserve son titre en battant Taya Valkyrie, après le match elle est attaquée par Su Yung, elle sera secourue par Rosemary. Le 3 mai à Impact, elle tente de venir en aide à Rosemary qui se faisait attaquer par Su Yung mais en vain puisqu'elle sera maîtrisée par les acolytes de Su Yung, elle vera ensuite Yung et ses acolytes enfermer Rosemary dans un cercueil. Le 24 mai à Impact, elle paraît comme étant possédée par une force obscure, elle porte sur le visage un maquillage faisant penser eu gimmick de Rosemary. Lorsqu'elle s'en va on peut voir écrit sur un miroir les mots "-B don't let the darkness consume you". Le 31 mai à Impact, elle effectue son entrée sous le gimmick et le thème musical de Rosemary, elle perd ensuite son titre contre Su Yung au cours d'un Last Rites match dont le but est d'enfermer son adversaire dans un cercueil.
Le 28 juin à Impact, elle vient en aide à Madison Rayne qui se faisait attaquer par Su Yung. Le 5 juillet, à Impact, elle gagne avec Madison Rayne contre Su Yung et une de ses Undead Bridesmaids. Le 12 juillet à Impact, elle bat Shotzi Blackheart qui effectuait ses débuts. Après le match, elle est attaquée par Tessa Blanchard qui lui porte un Hammerlock DDT. Le 19 juillet à Impact, Allie & Kiera Hogan battent Tessa Blanchard and Shotzi Blackheart après que Allie ait fait le tombé sur Shotzi à la suite d'un Codebreaker.
Le 22 juillet lors de Slammiversary, elle perd face à Tessa Blanchard. Le 2 août à Impact, elle gagne avec Kiera Hogan contre Su Yung et une de ses Undead Bridesmaids. Le 16 août à Impact, elle bat Su Yung par disqualification à la suite d'une attaque de Tessa Blanchard, après le match elle est attaquée par Tessa Blanchard mais elle parviendra à s'en débarrasser avec l'aide de Su Yung, elle parvient ensuite à mettre Yung K.O avec un Codebreaker.
Le 30 août à Impact, elle perd contre Tessa Blanchard au cours d'un triple threat match incluant également Su Yung et ne remporte pas le Knockout Championship.Le 27 septembre à Impact, elle gagne avec Kiera Hogan contre Su Yung et sa Undead Maid of Honor.

#### Heel Turn et alliance avec Su Yung (2018-2019)
Le 18 octobre à Impact, elle bat Alisha Edwards. Après le match, elle étrangle cette dernière, cependant, elle montre de la culpabilité juste après se demandant ce qu'il se passe chez elle.
Le 15 novembre à Impact, Su Yung bat Heather Monroe par soumission. Après le match, elle continue de l'attaquer mais sera repoussée par Kiera Hogan. Allie rejoindra Hogan permettant à Yung d'attaquer Hogan. Allie s'allie donc à Yung effectuant un Heel-Turn.
Le 6 décembre à Impact, Allie bat Heather Monroe. Après le match, Allie et Su Yung attaquent Kiera Hogan qui était venue au secours de Monroe.
Le 6 janvier 2019 lors de Impact Wrestling Homecoming, Yung et Allie battent Kiera Hogan et Jordynne Grace. Après le match, Yung tente d'enfermer Hogan dans un cercueil mais elle fut repoussée par Rosemary qui effectuait son retour. Allie prit la fuite lorsque Rosemary tenta de la toucher. Le 1er février à Impact, Yung & Allie perdent contre Jordynne Grace & Kiera Hogan à la suite d'une distraction de la part de Rosemary.
Le 8 mars à Impact, Su Yung, Allie et une Undead Bridesmaid perdent contre Rosemary, Kiera Hogan et Jordynne Grace

### All Elite Wrestling (2019-2023)
Le 21 mars 2019, il est annoncé lors de "Road To Double Or Nothing" que Allie venait de signer avec la All Elite Wrestling (AEW).
Elle débuta lors de Fyter Fest, battant Leva Bates (en) après un superkick. Lors de Fight for the Fallen, elle fut battue par Brandi Rhodes. Allie prit part à la AEW Women's Casino Battle Royal lors de AEW All Out le 31 août, éliminée en 16ème position par la gagnante Nyla Rose après avoir aidé Britt Baker à éliminer Rhodes.

#### Heel Turn et The Bunny (2019-2020)
Le 27 novembre lors de AEW Dynamite, Allie débuta une variation de son personnage "Dark Allie" ; "The Bunny" apparaissant comme manager de son mari The Blade et son partenaire "The Butcher" (Andy Williams) effectuant son entrée par un trou à travers le ring et attaquant Cody, effectuant ainsi un heel turn.

#### Face Turn et The Nightmare Sisters (2020-...)
En mai 2020, Allie cessa d'apparaître avec The Butcher et The Blade et commença une storyline romantique avec QT Marshall, effectuant un face turn. Lors de l'épisode du 2 juin de AEW Dark, Allie accompagna Marshall au ring.
En juin, Allie commença à faire équipe avec Brandi Rhodes sous le nom d'équipe "The Nightmare Sisters". Les deux femmes remportèrent quelques matchs lors d'épisodes d'AEW Darkx,, avant de remporter un match lors de Fight for the Fallen le 15 juillet face à M.J Jenkins et Kenzie Paige (en).
L'équipe toujours invaincue (4-0) fut annoncée comme participante au tournoi par équipes féminines débutant lors d'un show du 3 août où l'équipe passa le premier tour en battant Mel (en) et Penelope Ford (en).
Le 17 août, elles passent le deuxième tour du tournoi en battant Lil' Swole et Big Swole (en) et se qualifient pour la finale du tournoi.

## Palmarès
- Classic Championship Wrestling (CCW)
  - 1 fois championne féminine de la CCW[57]
- Great Canadian Wrestling (GCW)
  - 1 fois championne WILD de la GCW[58]
- Independent Women's Internet Wrestling (IWIW)
  - 1 fois championne de l'IWIW[59]
- 'Pro Wrestling Xtreme (PWX)
  - 2 fois champion féminine de la PWX[57]
- Shimmer Women Athletes
  - 1 fois championne par équipe de la Shimmer avec Kimber Lee[60]
- Shine Wrestling
  - 1 fois championne par équipe de la Shine avec Kimber Lee[61]
- Squared Circle Wrestling (2CW)
  - Tournoi Girls Grand Prix 2[62]
- Total Nonstop Action/Global Force Wrestling/Impact Wrestling (TNA/GFW)
  - 2 fois (TNA Women's) Impact Knockout Champion[63]
  - Turkey Bowl (2017) – avec Eddie Edwards, Richard Justice, Fallah Bahh, and Garza Jr.
- Tri-City Wrestling (TCW)
  - 1 fois championne féminine de la TCW[64]
- Women Superstars Uncensored (WSU)
  - 1 fois championne du monde de la WSU[65]